# Бахмутинська культура
Бахмутинська культура — археологічна культура середини I-го тис. н. е. на території сучасного Башкортостану. Назву отримала по могильнику біля села Бахмутино Благовєщенського району Башкирської АРСР на річці Уфі. Досліджено археологом О. В. Шмідтом в 1928 році. Географічно розташовується в районі річок Біла, Швидкий Танип, Кама і Уфа.

## Опис
Бахмутинська культура датується 3-8 ст. н. е. і поділяється на 2 періоди: раньобахмутинський (III—V ст.) і пізньобахмутинський (VI—VIII ст.). В число пам'яток Бахмутинської культури на території Башкортостану входять:
- Ангасякський могильник
- Бар'язинське городище
- Бахмутинський могильник
- Бірський могильник
- Бірське городище
- Казакларовські городища
- Каратамакський могильник
- Маняцький археологічний комплекс
- Новотурбаслинські селища
- Старокабановський могильник
- Старомуштинський могильник
- Сорвихинське городище
- Уфимські городища
- Уфимське (Чортове) кладовище
- Югамашевське городище
- Юлдашевське городище
- Юмакаєвське городище.

## Етнічна приналежність
Бахмутинці вважаються фіно-уграми. Ймовірно, в китайських хроніках населення бахмутинської культури названо племенами Янь, що зіставляється з тюркською назвою удмуртів — ар.